# Seznam dílů seriálu Stargirl
Toto je seznam dílů seriálu Stargirl. Americký dramatický televizní seriál Stargirl je zveřejňován od 18. května 2020, první řada byla vydána na streamovací službě DC Universe, od druhé řady je uváděn na televizní stanici The CW. Dosud bylo odvysíláno 26 dílů seriálu.

## Přehled řad
| Řada | Díly          | Zveřejnění v USA | Zveřejnění v USA  | Premiéra v ČR  | Premiéra v ČR      | Stanice v USA |
| Řada | Díly          | První díl        | Poslední díl      | První díl      | Poslední díl       | Stanice v USA |
| ---- | ------------- | ---------------- | ----------------- | -------------- | ------------------ | ------------- |
| 1    | 13            | 18. května 2020  | 10. srpna 2020    | 5. září 2020   | 28. listopadu 2020 | DC Universe   |
| 2    | 13            | 10. srpna 2021   | 2. listopadu 2021 | 10. října 2021 | 19. prosince 2021  | The CW        |
| 3    | bude oznámeno | bude oznámeno    | bude oznámeno     | bude oznámeno  | bude oznámeno      | The CW        |

## Seznam dílů

### První řada (2020)
| Č. v seriálu | Č. v řadě | Původní název                   | Režie           | Scénář              | Premiéra v USA (DC Universe) | Premiéra v ČR      |
| ------------ | --------- | ------------------------------- | --------------- | ------------------- | ---------------------------- | ------------------ |
| 1            | 1         | Pilot                           | Glen Winter     | Geoff Johns         | 18. května 2020              | 5. září 2020       |
| 2            | 2         | S.T.R.I.P.E.                    | Greg Beeman     | Geoff Johns         | 25. května 2020              | 12. září 2020      |
| 3            | 3         | Icicle                          | Michael Nankin  | Colleen McGuinness  | 1. června 2020               | 19. září 2020      |
| 4            | 4         | Wildcat                         | Rob Hardy       | James Dale Robinson | 8. června 2020               | 26. září 2020      |
| 5            | 5         | Hourman and Dr. Mid-Nite        | David Straiton  | Melissa Carter      | 15. června 2020              | 3. října 2020      |
| 6            | 6         | The Justice Society             | Chris Manley    | Taylor Streitz      | 22. června 2020              | 10. října 2020     |
| 7            | 7         | Shiv (Part One)                 | Lea Thompson    | Evan Ball           | 29. června 2020              | 17. října 2020     |
| 8            | 8         | Shiv (Part Two)                 | Geary McLeod    | Paula Sevenbergen   | 6. července 2020             | 24. října 2020     |
| 9            | 9         | Brainwave                       | Tamra Davis     | Colleen McGuinness  | 13. července 2020            | 31. října 2020     |
| 10           | 10        | Brainwave Jr.                   | Andi Armaganian | James Dale Robinson | 20. července 2020            | 7. listopadu 2020  |
| 11           | 11        | Shining Knight                  | Jennifer Phang  | Geoff Johns         | 27. července 2020            | 14. listopadu 2020 |
| 12           | 12        | Stars & S.T.R.I.P.E. (Part One) | Toa Fraser      | Melissa Carter      | 3. srpna 2020                | 21. listopadu 2020 |
| 13           | 13        | Stars & S.T.R.I.P.E. (Part Two) | Greg Beeman     | Geoff Johns         | 10. srpna 2020               | 28. listopadu 2020 |

### Druhá řada (2021)
| Č. v seriálu | Č. v řadě | Původní název                   | Režie                | Scénář                          | Premiéra v USA (The CW) | Premiéra v ČR      |
| ------------ | --------- | ------------------------------- | -------------------- | ------------------------------- | ----------------------- | ------------------ |
| 14           | 1         | Summer School: Chapter One      | Andi Armaganian      | Geoff Johns                     | 10. srpna 2021          | 10. října 2021     |
| 15           | 2         | Summer School: Chapter Two      | Andi Armaganian      | James Dale Robinson             | 17. srpna 2021          | 17. října 2021     |
| 16           | 3         | Summer School: Chapter Three    | Lea Thompson         | Turi Meyer a Alfredo Septién    | 24. srpna 2021          | 24. října 2021     |
| 17           | 4         | Summer School: Chapter Four     | Lea Thompson         | Taylor Streitz                  | 31. srpna 2021          | 31. října 2021     |
| 18           | 5         | Summer School: Chapter Five     | Sheelin Choksey      | Steve Harper                    | 7. září 2021            | 7. listopadu 2021  |
| 19           | 6         | Summer School: Chapter Six      | Walter Carlos Garcia | Paula Sevenbergen               | 14. září 2021           | 14. listopadu 2021 |
| 20           | 7         | Summer School: Chapter Seven    | Sheelin Choksey      | Robbie Hyne                     | 21. září 2021           | 21. listopadu 2021 |
| 21           | 8         | Summer School: Chapter Eight    | Andi Armaganian      | Steve Harper                    | 28. září 2021           | 28. listopadu 2021 |
| 22           | 9         | Summer School: Chapter Nine     | Andi Armaganian      | Alfredo Septién a Turi Meyer    | 5. října 2021           | 5. prosince 2021   |
| 23           | 10        | Summer School: Chapter Ten      | Sheelin Choksey      | Taylor Streitz                  | 12. října 2021          | 12. prosince 2021  |
| 24           | 11        | Summer School: Chapter Eleven   | Sheelin Choksey      | Paula Sevenbergen a Robbie Hyne | 19. října 2021          | 19. prosince 2021  |
| 25           | 12        | Summer School: Chapter Twelve   | Greg Beeman          | James Dale Robinson             | 26. října 2021          | 19. prosince 2021  |
| 26           | 13        | Summer School: Chapter Thirteen | Greg Beeman          | Geoff Johns                     | 2. listopadu 2021       | 19. prosince 2021  |

Dosud bylo odvysíláno 26 dílů seriálu.

### Třetí řada
Dne 3. května 2021 oznámila stanice The CW, že seriál Stargirl získá třetí řadu,